# Holly Jenő
Holly Jenő (Eugen Holly; álnéven Egon Erich Stampf; Stomfa, 1896. május 10. – Budapest, 1964. április 16.) költő, író, színműíró, lapszerkesztő.

## Élete
Holly Károly és Jirászek Antónia fia. Magyar-szlovák családból származott, otthon tanult meg németül és magyarul is. Négy gyermeke volt.
Pozsonyban végezte a középiskolát. Az első világháború alatt a berlini Műszaki Egyetemen tanult. Hazatérte után 1919-től a Volkstimme, és a Korzó hetilap munkatársa.
A pozsonyi Presburger Presse, a Presburger Zeitung, majd 1925-től a Grenzbote, illetve bécsi lapok (Neues Wiener Journal, Neues Wiener Tageblatt) munkatársa. 1935-ben vallomást tett Bazovszky Lajos hazaárulási perében.
Pozsonyi újságírói tevékenységével rendtörvénybe ütköző vétség miatt állt 1932-ben bíróság előtt, illetve egyéb összetűzésekbe is keveredett. Elsősorban csehszlovák államellenes magatartást tanúsító újságíróként tartják számon, magyar és szociális érzékenységét később is megtartotta.
Az első bécsi döntés után Franz Karmasin államtitkár és a Német Párt fél millió koronáért megvásárolta a Grenzbote lapot, és a főszerkesztő Hollyt, illetve további munkatársakat azonnal szabadságolták. A lap új nemzetiszocialista irányvonalat vett. 1939-ben az eperjesi Új Világ munkatársa. 1943-ban a Pester Lloyd munkatársa. A Gestapo egy évig fogolyként tartotta a pozsonyi börtönben, s csak barátai közbenjárására sikerült nehezen szabadulnia. Ezután Budapesten élt.
A második világháború után 1945-ben Budapesten jelentést tett a pozsonyi helyzetről és az ottani magyarüldözésekről a magyar miniszterelnökségnek. Az alapítástól kezdve a Freies Leben szerkesztője volt. Halálát keringési elégtelenség, agyárrögösödés okozta. Óbudán helyezték örök nyugalomra. Felesége Lusztig Jolán volt, akivel 1940-ben Pozsonyban kötött házasságot.
A Magyar Újságírók Szövetségének tagja. Esterházy János egyik kapcsolattartó bizalmasa volt, börtönben való helyzetéről is ő szolgáltatott információkat.

## Elismerései
- A Szocialista kultúráért-díj

## Művei
Előbb magyarul, a két világháború között németül, majd ismét magyarul is közölte írásait.
- 1923 Die Insel der Lüge
- 1924 Ligeti hangulat. In: Uj Auróra
- 1927-ben szlovákiai útleírásait tervezte közölni[13]
- 1927 Im Lande der Kabbalisten, der Religionskämpfe und Hunger
- 1934-ben német nyelvű drámát írt Görgei Artúrról[14]
- 1939 Ének a régi Pozsonyról (a pozsonyi magyar-német sorsközösségségről); Felvidéki Magyar Hírlap 2/53, 21 (1939. március 5.)
- 1956 Lenzgespräch gegenüber der budapester Zitadelle. Freies Leben 3/15, 2 (1956. április 14.)
- Das Schiff des Fiebers. Budapest (verseskötet)
- Der blaue Gott
- Seine Eminenz